# コブザール

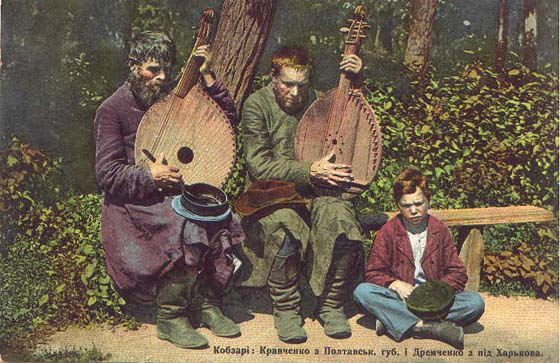
スロボダ・ウクライナのコブザー、P・ドレフチェンコとポルタヴァのコブザール、M・クラフチェンコ（1902年、ハルキウ）

コブザール（кобзар [uk])は、多弦楽器のコブザまたはバンドゥーラを自ら演奏しながら歌い歩くウクライナの吟遊詩人であった。

## 伝統
プロのコブザールの伝統は、ヘーチマン時代の16世紀頃にウクライナで確立された。コブザールはしばしば盲目であり、1800年代までにその傾向が強まった。「コブザール」は文字通り「コブザ奏者」を意味し、コブザはリュート属のウクライナの弦楽器であり、より広義には、コブザールの伝統に関連する音楽素材の演奏者を指す。コブザールは、おそらくコブザから発展したバンドゥーラも演奏した。

### コサック・ママーイと初期の起源
コサック・ママーイ（ウクライナ語:  Козак Мамай）は、多くのバリエーションを持つ人気のある象徴的なイメージであるが、通常は胡坐をかいてコブザ
を演奏する男性が描かれている。髪型はしばしばコサック風の「チュプリナ」である。馬、木、ライフル、剣、火薬入れ、時には瓶と杯など、様々なアイテムがコサック・ママーイを取り囲んでいる。女性や他のコサックなど、他の人物がコサック・ママーイを取り囲み、彼が深く考え込んでいる様子が描かれることもある。このイメージの歴史的な確実性は確立できないものの、ドゥーマ (叙事詩)のオリジナルの作曲家と歌い手は、コザックに関連する軍楽隊の音楽家であったという推測を表している。

### 盲目
1800年代以前には、目が見える演奏者の証拠があるものの、1800年代にはコブザールになるための要件として盲目であることが求められた。これは、コブザールの社会的役割が職業であると同時に、農作業に貢献できない人々のための社会福祉でもあったためである。男性のみがコブザールになることができた。
1800年代の乳児死亡率は約30％であり、40％の子供が2歳になる前に死亡した。生存した子供たちのうち、不健康と病気の影響により、異常に高い割合で盲目の子供がいた。
ナタリー・コノネンコが書いているように、盲目は伝統的なコブザールの資格であると同時に、彼らの有効性の一部でもあった。
伝統的な吟遊詩人の活動に対する制限、つまり盲目の人々のみが吟遊詩人になることを許可し、一般の人々が特定の歌を演奏することを禁じた制限は、その職業を抑制しなかった。むしろ、それらはその芸術的な力、特にその精神的な有効性に貢献した。

### 徒弟制度
農村生活では、誰もが生存に貢献することが期待されており、農作業が最も重要であった。盲目の人々は、縄仕事以外にこれらの仕事を手伝うことができず、演奏者として代替の収入源を発展させた。必要なスキルを学ぶために、盲目の子供たちは、コブザールまたはリルニクのいずれかのプロの乞食に見習いとして預けられることがあった。訓練の最初の段階は、盲目であることによって世界で物理的に生き、生き残る方法で構成されていた。次に、見習いは演奏される歌と、物乞いのエチケットを学んだ。通常の徒弟期間は3年であった。少女の訓練は歌うことで終わった。男性のみが楽器を演奏し、叙事詩を歌うことを学ぶことが許された。見習いは見ることができなかったため、触覚で楽器を演奏するように教えられなければならなかった。
コブザールになるためのスキルを習得するには時間と努力がかかり、見習いのニーズは様々であった。見習いの知性と適性は、徒弟期間の長さに影響を与えた。年長の生徒は、盲目の間に生存に必要なスキルをすでに学んでいたため、徒弟期間が短くなる可能性があった。適性の低い一部の見習いは、ドゥーマ (叙事詩)を含む難しい歌を学ぶことなく、独り立ちする可能性があった。他の見習いは、追加のスキルを求めて追加の徒弟期間を探す可能性があった。徒弟期間を完了すると、見習いは「ヴィズヴィルカ」と呼ばれる秘密の閉鎖的な入会儀式で吟遊詩人の地位を与えられ、その後、コブザールまたはリルニクとして演奏することが許可された。

### レパートリー
コブザールが歌った歌は、「ジェブランカ」、「プサルミー」、「イストリチニ・ピスニ」、「ドゥーミー」、および風刺的な歌に分類できる。「ジェブランカ」は、人生の儚さ、盲目の障害を持つ生活の描写、施しを求めることへの謝罪、および布（「ルシニク」）への文化的または宗教的な言及をしばしば強調する乞食の歌であった。「プサルミー」は、聖書または宗教を主題とする宗教的な歌であり、必ずしも賛美歌ではなかった。「ジェブランカ」と同様に、「プサルミー」もまた、来世に加えて、人生の短さ、女性（マリアとマグダラのマリア）と聖ニコラス（「ミコライ」）の形での希望と助けのテーマをしばしば繰り返した。時々、これらの準典礼的な歌は「カンティ」と呼ばれる。「イストリチニ・ピスニ」とドゥーミーは、「プサルミー」と同様の形式の歴史的な歌であり、個人的または国家的に重要なコサックの英雄の関連する歴史的出来事と叙事詩的な物語であった。風刺的な歌は、すべての吟遊詩人によって演奏されたわけではなく、常に真面目な演奏の外で行われた。

### 社会的役割と旅
コブザールは一般的に巡回しており、定期的に訪れる村の「巡回」を持ち、何か分け与えるものがあり、訪問を歓迎する仲間を見つけるまで家々を回った。彼らは自分の村では物乞いをせず、旅行中は仲間のコブザールまたはリルニクの家に滞在した。彼らは時々、市、宗教的な祭り、結婚式で演奏した。コブザールは町から町へ旅し、村から村へとニュースを伝え、初期のソーシャルメディアのような役割を果たした。

### ガイドの役割
盲目であるため、コブザールはしばしば旅行の際に助けを必要とし、しばしば少年少女をガイド（「ポヴォディール」）として雇った。これらの子供たちはしばしば孤児であるか、自身も障害を持っていたため、同様に農作業に貢献することができなかった。ガイドはしばしば、コブザールが楽器作りを学ぶのに十分な年齢になるまで彼らを助け、コブザールからの経験のために楽器作りを学ぶことが多かった。コブザール自身の子供たちは、まだ農作業を提供するには幼すぎる間はガイドを務めることがあったが、通常は父親の吟遊詩人の道には進まなかった。コブザールの子供たちは、自分たちが十分なお金を稼げるようになるとすぐに、父親に家にいるように説得しようとすることが多かった。

#### 映画における「ポヴォディール」
2014年、監督オレス・サニンは、ソビエト・ウクライナのホロドモールの1930年代を舞台に、コブザールのガイドを描いた映画『ザ・ガイド』（『ポヴォディール』）を公開した。この映画は、外国語映画賞のアカデミー賞にノミネートされた 物語は、スターリンの秘密警察によって父親を処刑された少年が、盲目のウクライナの民謡吟遊詩人であるコブザールに救われるというものである。

### 女性の貢献
多くのコブザールは結婚しており、妻と子供を持つコブザールは普通のことと考えられていた。
少年、少女、男性、女性は皆盲目になる可能性があったが、楽器を学び演奏し、比較的高い専門的地位を持つ叙事詩やその他の歴史的な歌を歌うことが許されたのは少年と男性のみであった。少女や女性も歌うことを教えられ、許されたが、ギルドは男性の方が扶養家族を養うためにお金を必要としていると考え、結果として少女や女性が楽器を演奏したり、叙事詩や歴史的な歌（演奏者により多くのお金をもたらした）を演奏することを禁じた。女性はより良い声を持っていると考えられており、それが学習と演奏を許された範囲の制限を補っていた。
十分に文書化されていないものの、女性も叙事詩や歴史的な歌を学び、楽器の演奏も学んだという証拠がある。しかし、彼女たちはギルドの外で行わなければならず、自宅のプライベートな空間でのみ演奏できた。女性によるこの私的に保持された知識は、伝統の文書化と保存に貢献した。

## 組織

### 学校
19世紀の変わり目には、レパートリーと演奏スタイルによって区別される3つの地域コブザール学校、チェルニヒウのコブザール、ポルタヴァのコブザール、スロボダのコブザールが存在した。

### ギルド
ウクライナでは、コブザールはコブザールのツェフ（ツェヒー）として知られる地域ギルドまたは兄弟団を組織した。彼らは、コブザールになるための最初の公開試験を受ける前に、厳格な徒弟制度（通常3年間）のシステムを開発した。ギルドへの入会に必要な専門的能力の証の中には、「レビイスカ・モヴァ」として知られる秘密のギルド言語の習得があった。
これらのギルドは、各ギルドが特定の教会に関連付けられていたため、正教会兄弟団をモデルにしていたと考えられている。これらのギルドは、1つの教会のイコンの世話をするか、提携する教会のために新しい宗教的な装飾品を購入した（コノネンコ、p. 568–9）。

### コブザールとリルニキー
この時代の伝統的な吟遊詩人には、リラ (ウクライナの楽器)またはハーディ・ガーディを演奏するリルニクも含まれていた。一部の情報源はコブザールが必ずしも盲目ではなかったと示唆しているが、リルニキーはおそらく障害者であり、一般的にコブザールまたはリルニクと見なされるためには、吟遊詩人は盲目であった。コブザールとリルニキーは同じカテゴリーの吟遊詩人と考えられ、同じギルドに属し、歌を共有していた。

## コブザールリズムの終焉
コブザールリズムの制度は、ウクライナ・ソビエト社会主義共和国において、スターリンによる農村社会の根本的な変革（ウクライナのコブザールの粛清を含む）が行われた1930年代半ばに事実上終焉を迎えた。1930年代のホロドモールの時期に、スターリンの命令により、ソビエト当局はすべてのウクライナのコブザールにハルキウでの会議への参加を呼びかけた。到着した人々は都市の外に連れ出され、皆殺害された この出来事はソビエトの報道では触れられず、正確な文書による証拠を複雑にしている。
この努力や、処刑によるコブザールの排除の他の努力にもかかわらず、コブザールは排除が困難であることがわかった。コブザールリズムを終わらせるために使用された他の戦術には、楽器の登録の義務化、物乞いの禁止、音楽演奏の制限、楽器の破壊、食料や水を与えない投獄などがあった。

## ソビエトによる簒奪
コブザールの演奏は、マルクス・レーニン主義イデオロギーに適合したバンドゥーラを利用した、様式化された民俗音楽やクラシック音楽の演奏に取って代わられた。コブザールが行ってきた口頭伝承を通して歌を学ぶのではなく、「レーニンについてのドゥーマ」のような承認された内容になるように注意深く検閲され、修正された、公式に承認された書かれたテキストのみが歌を学ぶために使用できた。
ソビエトのコブザールは、1930年代に一掃された伝統的な本物のコブザールに取って代わるために作られた、バンドゥーラの様式化された演奏者であった。初期のソビエトの吟遊詩人には、イホール・モフチャン、フェディール・クシュネリク、イェウヘン・アダムツェーヴィチ、アヴラム・フレビンが含まれていた。これらの演奏者はしばしば盲目であり、前の世代の本物のコブザールと実際に接触を持っていた人もいたが、ほとんどが独学であり、徒弟制度はなく、公式に承認された書かれたテキストから演奏した。彼らの後継者はおそらく口頭伝承が可能であることを知らなかった。
一部は音楽院で正式な訓練を受けた。この時代のバンドゥーラ奏者は、コブザールのソロの伝統とは異なり、しばしばアンサンブルで演奏した。彼らのレパートリーは主に、検閲された伝統的なコブザールのレパートリーで構成され、ソビエト体制とソビエトの英雄を称賛する様式化された作品に焦点を当てており、レーニンとスターリンについての新しい「ドゥーミー」の作曲への圧力も含まれていた。

## 伝統の再確立
近年、歴史的に正確な演奏慣行の普及の中心としてのコブザールのツェフの再確立に示されるように、本物のコブザールの伝統を復活させることへの関心が高まっている。
伝統的なコブザールは盲目であったが、伝統を復活させている人々は若く、目が見え、ウクライナの独立に焦点を当て、ウクライナの歴史と国民性を祝おうとしている。
2024年、コブザと車輪付きリラの伝統の保護プログラムは、ユネスコの無形文化遺産の一覧に登録された。

## コブザール音楽の保存
録音によるコブザール音楽の保存という考えは、1901年から1902年にかけて生まれた。
第12回考古学会議は、当時ロシア帝国の一部であった現在のウクライナのハルキウで開催された。それはウクライナの民俗音楽に捧げられた。その準備中、委員会はロシアの民族誌学者フセヴォロド・ミラーからの、最近発明されたグラフォフォン（アレクサンダー・グラハム・ベルによるフォノグラフの改良版で、ワックスで覆われた円筒を使用した）の使用を提案する手紙について議論した。しかし、資金不足のため、その提案は受け入れられなかった。会議の準備中と会期中に、他の人々も同様の提案をした。
フナート・ホトケーヴィチ（音楽学者、バンドゥーラ奏者、技師、民族誌学者）、オレクサンドル・ボロダイ（技師、バンドゥーラ奏者）、オパナス・スラステオン（画家、民族誌学者）のチームが最終的にその仕事を引き受けた。ボロダイは自費でアメリカで数台のフォノグラフを購入した。最初の録音は、著名なコブザールであるミハイロ・クラフチェンコのドゥーマのために行われた。しかし、ボロダイとホトケヴィチの間の対立のため、彼らの仕事は1904年に中断された。その仕事は、クヴィトカ家のクリメント・クヴィトカと詩人レーシャ・ウクライーンカのイニシアチブによって再開され、彼らはそのプロジェクトに資金を提供した。1908年、彼らはウクライナの民族誌学者フィラレート・コレッサにその仕事を依頼した。
その後、フォノグラフの再生をテープレコーディングすることで、フォノグラフのレコードを再録音する試みがあった。ワックスシリンダーの非破壊的な読み取りのブレークスルーにより、新たな試みがなされた。2013年、ウィキメディア・ウクライナのチームメンバーであるユーリ・ブルカと、コレッサのコレクションを研究した民俗学者イリーナ・ドフガリュクは、ウィキメディアの助成金を利用して56個のシリンダーをデジタル化し、クリエイティブ・コモンズライセンスの下でレコードを公開した。
1910年と1913年、コレッサは収集したフォノグラムから解読した2冊の楽譜集を出版した。それらは1969年に『メロディー・ウクライナの民謡ドゥーマ』（Tunes of the Ukrainian Folk Dumas）という本として再発行され、現在は「クラウドデジタル化」された形式で入手可能である。

## その他の用語の使用
『コブザール』は、ウクライナの偉大な国民的詩人タラス・シェフチェンコによる重要な詩集である。
「コブザール」という用語は、ベラルーシではハーディ・ガーディ奏者（ハーディ・ガーディはしばしば「コブザ」と呼ばれ）、ポーランドではバグパイプ奏者（バグパイプは「コブザ」または「コザ」と呼ばれる）に対して時折使用されることがある。